# Congresso degli Stati Federati di Micronesia
Il Congresso degli Stati Federati di Micronesia è il parlamento monocamerale degli Stati Federati di Micronesia. 
La sua sede è a Palikir, la capitale federale, ed i componenti sono 14 rappresentanti, di cui 10 deputati in carica per due anni e 4 senatori in carica per quattro anni, eletti in circoscrizioni uninominali a turno unico.